# Drée (Fluss)
Die Drée ist ein Fluss in Frankreich, der im Département Saône-et-Loire in der Region Bourgogne-Franche-Comté verläuft. Sie entspringt im Gemeindegebiet von Saint-Gervais-sur-Couches unter dem Namen Ruisseau de Vernusse, später Digoine, entwässert in einer S-Kurve von Südwest über Nordost nach West und mündet nach rund 39 Kilometern unterhalb von Dracy-Saint-Loup als linker Nebenfluss in den Arroux.

## Orte am Fluss
- Épinac
- Sully
- Saint-Léger-du-Bois
- Dracy-Saint-Loup

## Sehenswürdigkeiten
- Schloss Digoine in der Gemeinde Saint-Martin-de-Commune
- Schloss Sully in Sully